# Rosan Bosch
Rosan Bosch   (Utrecht, 29 de novembre de 1969) és una artista que treballa en la intersecció de l'art, el disseny i l'arquitectura. És la fundadora i directora creativa de Rosan Bosch Studio, amb base a Copenhaguen, i coneguda pel seu enfocament lúdic al disseny d'entorns educatius, oficines i biblioteques.
Un concepte clau en el disseny de Rosan Bosch és el d'entorns d'aprenentatge diferenciats, en particular el disseny interior de les escoles Vittra a Suècia, pel qual és reconeguda internacionalment. En lloc de comptar amb classes tradicionals, Bosch dissenya "paisatge d'aprenentatge" oberts, amb mobles personalitzats que creen zones per a situacions d'aprenentatge diferenciades, amb la intenció d'estimular la curiositat i creativitat dels infants.
En 2018, Bosch va publicar el llibre Diseñar un mundo mejor empieza en la escuela, en el qual introdueix sis principis de disseny per a entorns d'aprenentatge diferenciats.

## Biografia
Rosan Bosch va estudiar en Hogeschool voor de Kunsten, Utrecht, Holanda i la Facultat de Belles arts de la Universitat de Barcelona a Espanya. Va treballar com a artista d'art contemporani abans de fundar el seu estudi de disseny Bosch&Fjord en 2001 amb el seu soci Rune Fjord. Junts, van fer el disseny per al departament de desenvolupament de LEGO, amb l'objectiu d'estimular la creativitat. En 2010 Bosch va començar la seva pràctica actual, Rosan Bosch Studio a Copenhaguen, Dinamarca.

## Selecció de projectes[calcitació]
- LLEC, Billund, Denmark (2010)
- Vittra Telefonplan, Stockholm, Sweden (2011)
- Villum Window Collection, Søborg, Denmark (2015)
- Sheikh Zayed Private Academy, Abu Dhabi (2015)
- Children's Library in Billund, Billund, Denmark (2016)
- Liceu Europa, Zaragoza, Spain (2016)
- Glasir, Faroe Islands (2018)